# Penske PC4
O  PC4  é o modelo da Penske Racing na temporada de 1977 da Fórmula 1. Foi guiado por John Watson, Jean-Pierre Jarier, Hans Heyer, Hans Binder e Danny Ongais.